# Leucospilapteryx
Leucospilapteryx är ett släkte av fjärilar som beskrevs av Arnold Spuler 1910. Leucospilapteryx ingår i familjen styltmalar.
Kladogram enligt Catalogue of Life och Dyntaxa:
| Leucospilapteryx | \| \| Leucospilapteryx anaphalidis \| \| \| \| \| \| gråbostyltmal \| \| \| \| \| \| Leucospilapteryx venustella \| \| \| \| |
|                  | \| \| Leucospilapteryx anaphalidis \| \| \| \| \| \| gråbostyltmal \| \| \| \| \| \| Leucospilapteryx venustella \| \| \| \| |
|                  | Leucospilapteryx anaphalidis                                                                                                 |
|                  | |
|                  | gråbostyltmal |
|                  | |
|                  | Leucospilapteryx venustella                                                                                                  |
|                  | |

## Bildgalleri

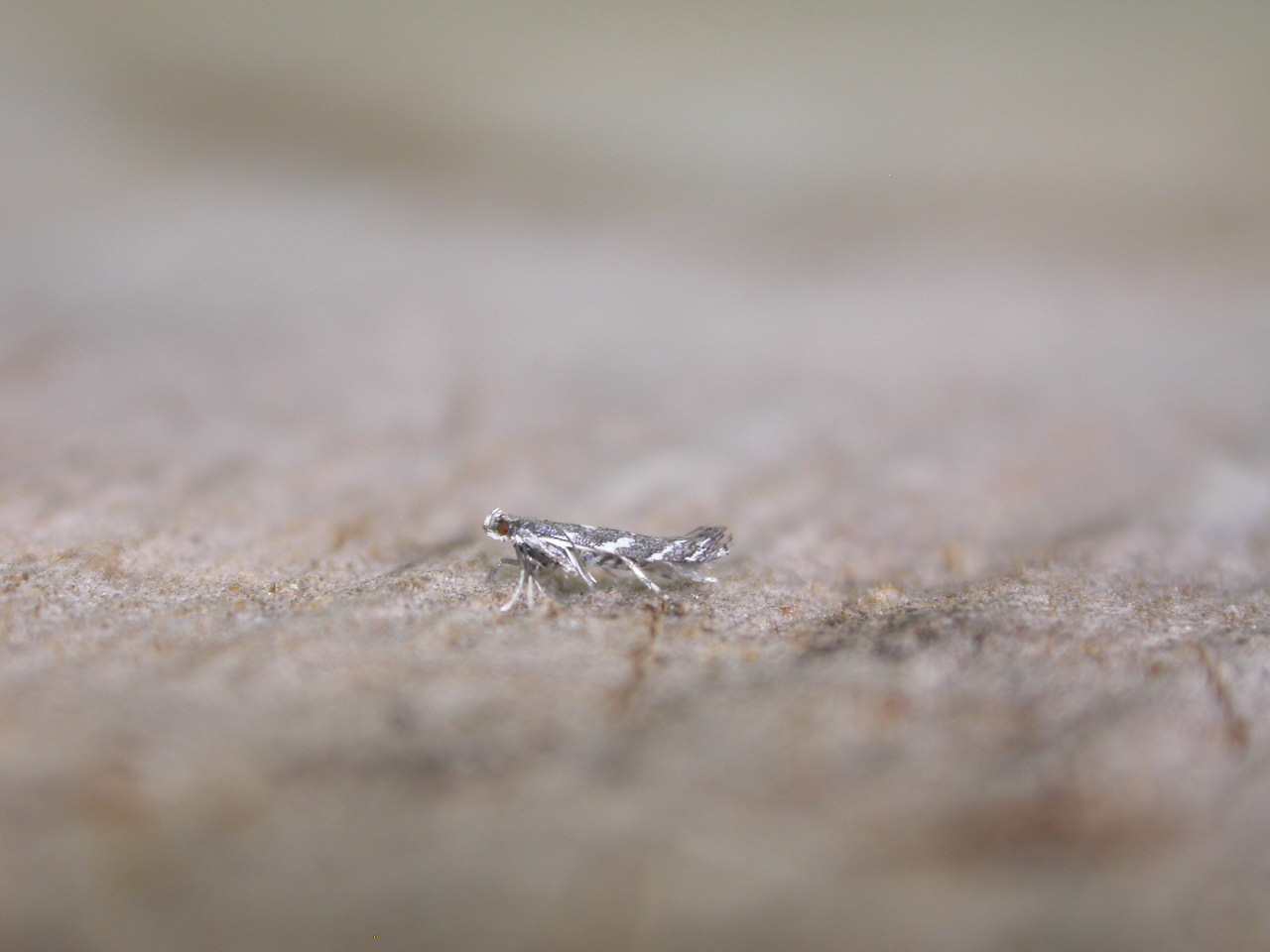
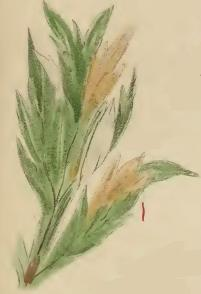
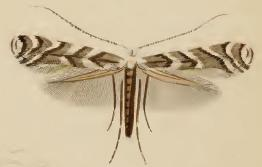
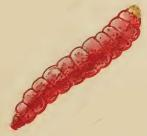
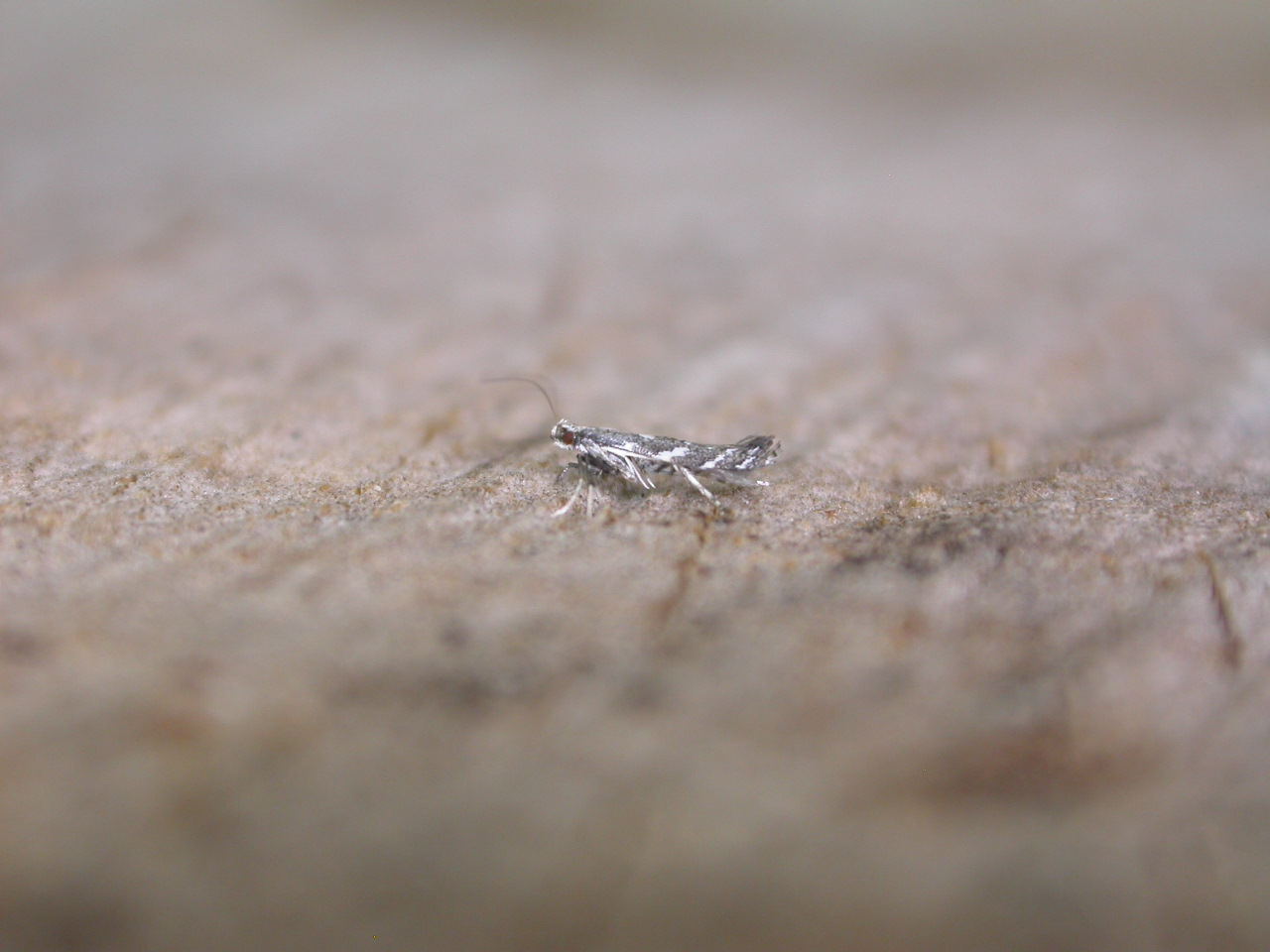